# Damnation du docteur Faust
Damnation du docteur Faust, estrenada als Estats Units com Faust and Marguerite i al Regne Unit com Faust, és una pel·lícula muda de la productora francesa Star Film de l'any 1904, del director pioner Georges Méliès.

## Producció
La pel·lícula és una condensació de 15 minuts de Faust, una òpera de 1859 de Charles Gounod basada en la llegenda de Faust. L'any anterior, Méliès havia usat una versió musical diferent de la llegenda, La Damnation de Faust d'Hector Berlioz, com a inspiració per a la seva Faust aux enfers.
Méliès va prendre el paper de Mefistòfil i Jeanne Calvière va interpretar Siebel, qui hi havia treballat en l'estable del Cirque d'Hiver fins a 1900, quan Méliès la va contractar per a interpretar a Joana d'Arc en la seva pel·lícula del mateix nom. Ella es va mantenir entre el seu grup principal d'actors durant diversos anys després del seu debut com Joana.
Els efectes especials en la pel·lícula es van crear amb maquinària escènica, pirotècnia, escamoteig, superposicions i dissolucions.

## Estreno
La pel·lícula va ser llançada per la Star Film Company de Méliès i té el número 562-574 en els seus catàlegs. La pel·lícula es va publicitar a França com una obra fantàstica en un gran espectacle en 20 quadres, i a Amèrica com una nova i magnífica òpera cinematogràfica en 20 quadres.
Una partitura de piano de seleccions de l'òpera es juntament amb el film. Segons les recopilacions realitzades en 1944 per Paul Méliès, nebot de Georges Méliès, va ser el seu pare Gaston qui va compilar la banda sonora, que "va seguir exactament les escenes". La partitura havia de fotografiar-se en manuscrit per a la seva reproducció, ja que gravar-la amb planxes d'impressió hagués estat massa costosa. Un de les quals van ser reproduïdes fotogràficament sobreviu al National Center of Cinematography and the Moving Image.
Una còpia de la pel·lícula, que pel que sembla li falten algunes escenes, sobreviu en la Biblioteca del Congrés dels Estats Units. Un fragment curt d'una còpia impresa a mà de la pel·lícula, amb els quadres quinzè i setzè (Walpurgis Night i Ballet of Celebrated Women) sobreviu en una col·lecció privada anglesa.